# Olympische Geschichte von Chinesisch Taipeh
| Gelbes Symbol für Goldmedaillen mit stilisierten Olympischen Ringen | Graues Symbol für Silbermedaillen mit stilisierten Olympischen Ringen | Braundes Symbol für Bronzemedaillen mit stilisierten Olympischen Ringen |
| ------------------------------------------------------------------- | --------------------------------------------------------------------- | ----------------------------------------------------------------------- |
| 5                                                                   | 7                                                                     | 12                                                                      |

Die Republik China (Taiwan) nimmt seit 1956 an Olympischen Spielen teil. Zwischen 1912 und 1928 konnten Athleten von der Insel Taiwan nur für Japan starten, da Japan die Insel nach dem japanisch-chinesischen Krieg von 1894/95 besetzt hatte. Von 1932 bis 1948 waren chinesische Athleten aus Taiwan zusammen mit Sportlern vom chinesischen Festland als Mitglieder der Mannschaft der Republik China angetreten. Nach dem Rückzug der Kuomintang auf die Insel Taiwan zum Ende des chinesischen Bürgerkriegs wurde China bei Olympischen Spielen von Taiwan repräsentiert. Auf Grund dessen nahm die 1949 gegründete Volksrepublik China nicht teil. Nach dem Boykott der Spiele von 1976 und 1980 wurde eine Übereinkunft getroffen, womit beide chinesische Mannschaften an Olympischen Spielen teilnehmen konnten. Die Volksrepublik China nahm als China teil. Taiwan nahm die Bezeichnung Chinese Taipei an. Ihr wurde eine besondere Olympiaflagge zugeteilt. Bei Siegerehrungen wird seitdem das Nationale Flaggenlied gespielt.

## Übersicht

### Sommerspiele

#### Republik China

Flagge Taiwans, bis zu den Winterspielen 1976 in Gebrauch

Die erste Olympiamannschaft der Republik China bestand 1956 in Melbourne aus Leichtathleten, Boxern, Gewichthebern, Schützen und einer Basketballmannschaft. Athleten aus Taiwan nahmen bei späteren Olympischen Spielen in den Sportarten Schwimmen und Fußball (ab 1960), Judo, Radsport und Turnen (ab 1964), Segeln (ab 1968), Bogenschießen und Ringen (ab 1972), Fechten und moderner Fünfkampf (ab 1984), Tischtennis (ab 1988), Baseball (ab 1992), Badminton, Wasserspringen, Softball und Tennis (ab 1996), Taekwondo (ab 2000), Rudern (ab 2004) sowie im Reiten und im Golf (ab 2016) teil.
Die ersten Olympioniken Taiwans waren am 22. November 1956 die Mitglieder der Basketballmannschaft, die gegen die Mannschaft Südkoreas antraten. Die ersten Einzelsportler waren einen Tag später die Leichtathleten Yang Chuan-Kwang im Hochsprung und Tsai Cheng-Fu sowie die Gewichtheber Song Re-Nado im Bantamgewicht und Lim Jose-Ning im Federgewicht.
Yang Chuan-Kwang wurde 1960 der erste Medaillengewinner Taiwans, als er im Zehnkampf die Silbermedaille gewann. Die Leichtathletinnen Chi Cheng und Lin Chau-Tai waren die ersten Frauen Taiwans bei Olympischen Spielen. 1964 wurde Yang Fünfter im Zehnkampf. Chi Cheng gewann 1968 in Mexiko-Stadt mit Bronze über 80 Meter Hürden die zweite Medaille für ihr Land. Über 100 Meter wurde sie zudem Siebte.

#### Chinese Taipei
Der Gewichtheber Tsai Wen-Yee war 1984 der erste Sportler, der eine Medaille unter der Bezeichnung Chinese Taipei gewann. Für den Bronzemedaillengewinner im Federgewicht wurde erstmals die besondere Olympiaflagge aufgezogen. Im ersten olympischen Baseballturnier 1992 in Barcelona gewann die taiwanesische Mannschaft die Silbermedaille. Im Finale unterlag man Kuba mit 1:11. Im Bogenschießen erreichte Lai Fang-Mei den siebten Platz 1996 in Atlanta konnte Chen Jing im Tischtenniseinzel der Frauen die Silbermedaille gewinnen. Im Finale verlor sie gegen die Chinesin Deng Yaping. Chen  war 1988 für die Volksrepublik China angetreten und wurde Olympiasiegerin im Einzel. Im Doppel gewann sie zudem Silber. Der Sportschütze Huang I-Chien wurde Sechster im Doppeltrap.
2000 in Sydney war die bis dahin erfolgreichste Teilnahme. Insgesamt konnten fünf Medaillen gewonnen werden. Im Tischtennis gewann Chen Jing noch einmal Bronze im Einzel. Im Taekwondo holten Huang Chih-hsiung im Fliegengewicht der Männer und Chi Shu-Ju im Fliegengewicht der Frauen jeweils Bronze. Noch erfolgreicher waren die Gewichtheberinnen. Im Federgewicht gewann Li Feng-ying Silber. Kuo Yi-Hang gewann im Schwergewicht Bronze. Bei den Männern erreichte Wang Shin-Yuan Platz 4 im Bantamgewicht. Die Schützin Lin Yi-Chun belegte Platz 4 im Doppeltrap.
2004 in Athen konnten die ersten Olympiasiege gefeiert werden. Im Fliegengewicht der Männer wurde Chu Mu-yen Olympiasieger, bei den Frauen gewann Chen Shih-hsien in der gleichen Gewichtsklasse. Huang Chih-Hsiung gewann im Federgewicht der Männer Silber. Zwei Medaillen konnten auch die Bogenschützen gewinnen. Das Männerteam unterlag im Finale Südkorea und gewann Silber. Das Frauenteam besiegte im Viertelfinale die deutsche Mannschaft, unterlag im Halbfinale der Volksrepublik China und erlangte somit die Bronzemedaille. In den Einzelwettbewerben erreichte bei den Männern Chen Szu-yuan Platz 7, bei den Frauen lagen Chen Li-Ju auf Platz 4 und Wu Hui-Ju auf Platz 6.
In Peking 2008 erreichten die Gewichtheberinnen Chen Wei-Ling im Fliegengewicht und Lu Ying-Chi im Mittelgewicht jeweils den dritten Platz. Im Fliegengewicht wurden die beiden Erstplatzierten, die Chinesin Chen Xiexia und die Türkin Sibel Özkan, des Doping überführt und nachträglich disqualifiziert. Damit wurde Chen zur neuen Olympiasiegerin. Im Mittelgewicht wurde die Siegerin Irina Nekrassowa wegen Dopings disqualifiziert. Lu wurde somit die Silbermedaille zugesprochen. Bei den Männern erreichte Yang Chin-Yi Platz 4 im Bantamgewicht. Ebenfalls zwei Bronzemedaillen erkämpften sich im Taekwondo Chu Mu-yen im Fliegengewicht und Sung Yu-chi im Federgewicht.
2012 in London lag die Gewichtheberin Hsu Shu-ching im Federgewicht zunächst auf Platz 2. Die Siegerin, Sülfija Tschinschanlo aus Kasachstan wurde bei Nachtests des Dopings überführt und nachträglich disqualifiziert. Hsu wurde damit die Goldmedaille zugesprochen. Die Taekwondoin Tseng Li-cheng gewann im Federgewicht Bronze. Im Bogenschießen erreichte das Frauenteam Platz 5. Im Herreneinzel des Tischtennisturniers belegte Chuang Chih-Yuan Platz 4.
2016 in Rio de Janeiro konnte das Frauenteam im Bogenschießen die Bronzemedaille gewinnen. Im Einzel der Damen rangierte Tan Ya-Ting auf Platz 5. Ebenfalls Bronze gab es für Kuo Hsing-chun im Leichtgewicht des Gewichthebens. Hsu Shu-ching konnte ihren Olympiasieg im Federgewicht wiederholen.

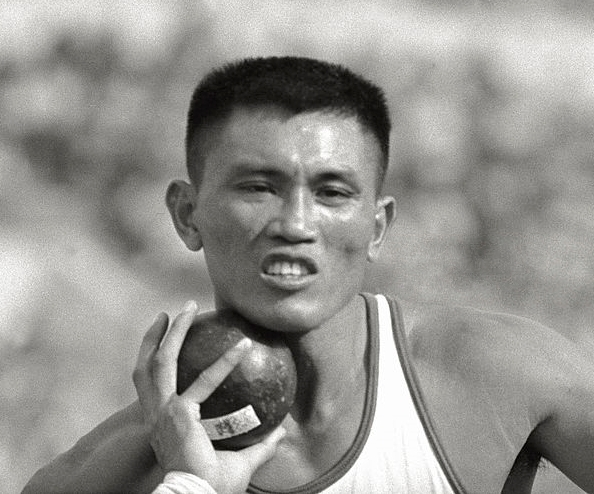
Yang Chuan-Kwang beim Kugelstoßen während des olympischen Zehnkampfes 1960, bei dem er Silber gewann
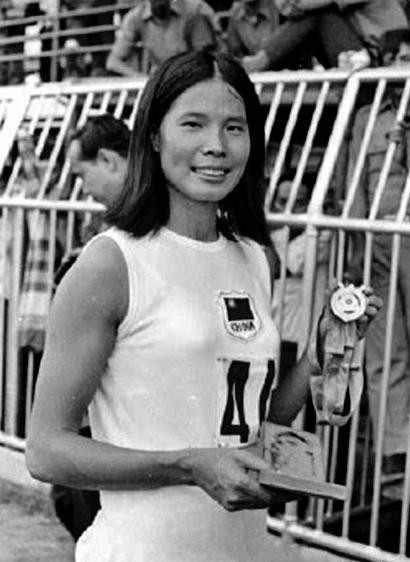
Chi Cheng, Bronze 1968 (Foto aus 1970)
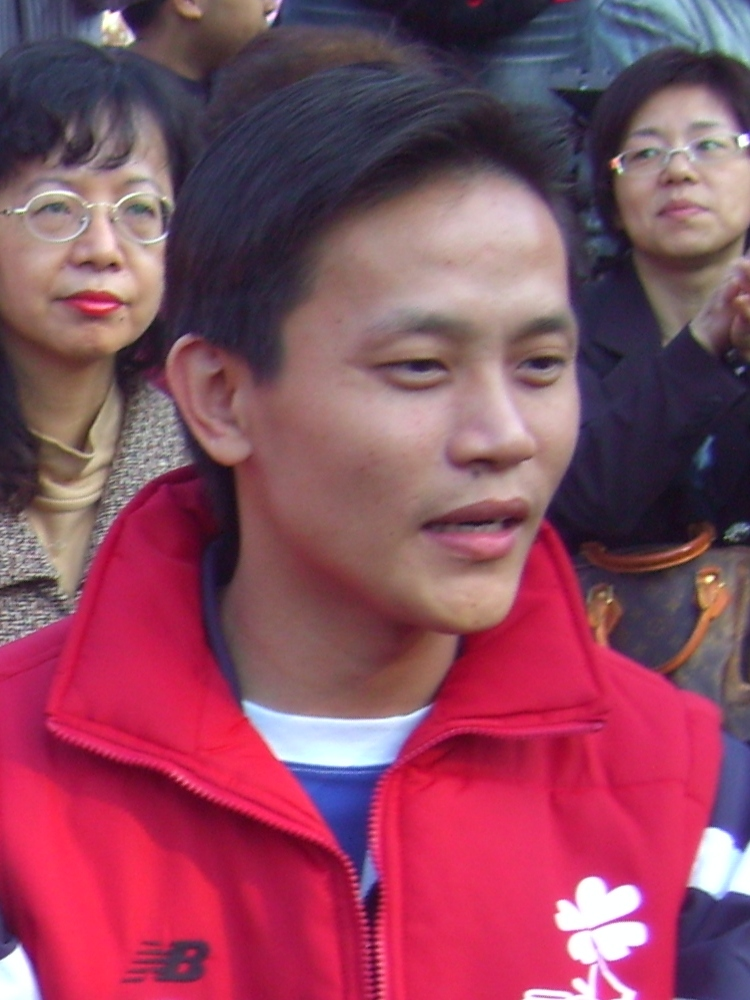
Huang Chih-hsiung, Bronze 2000, Silber 2004
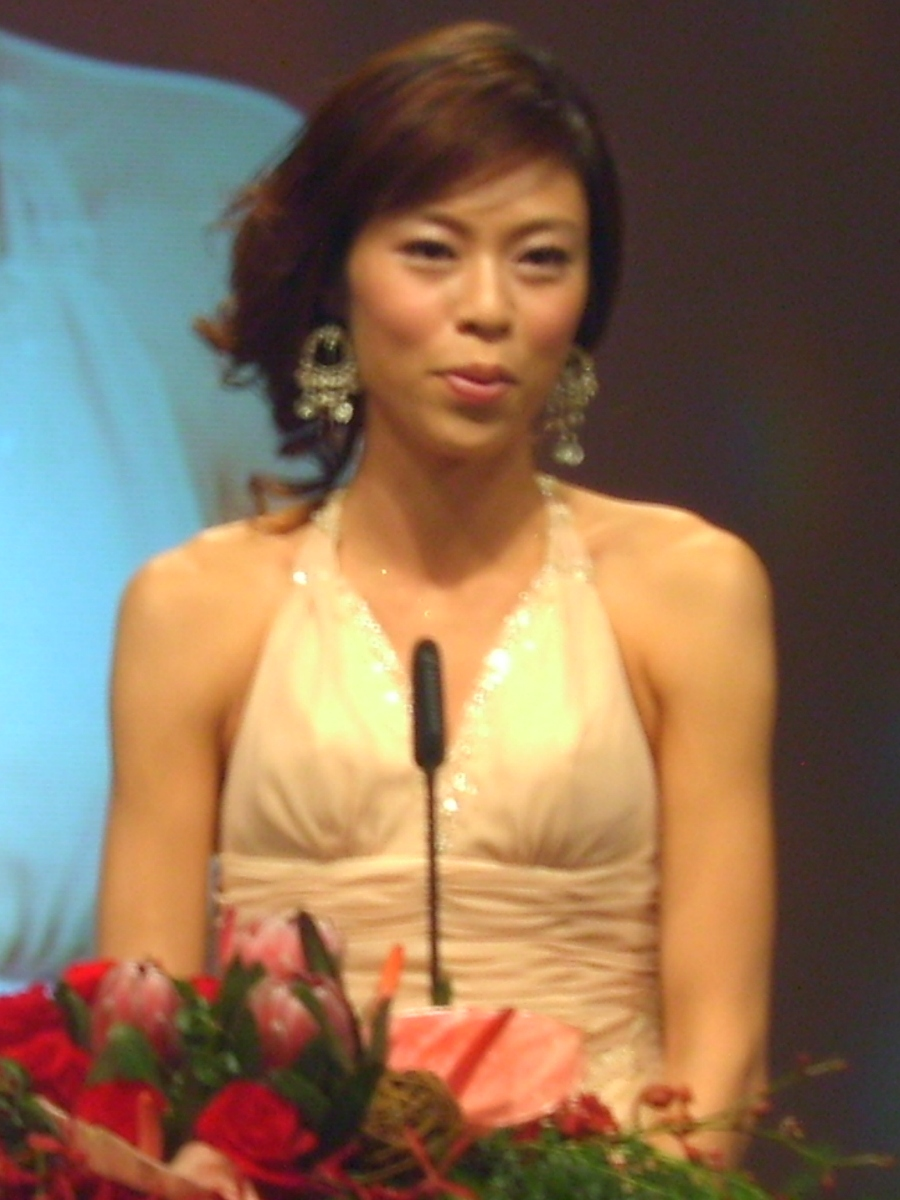
Chen Chih-hsin, Olympiasieg 2004
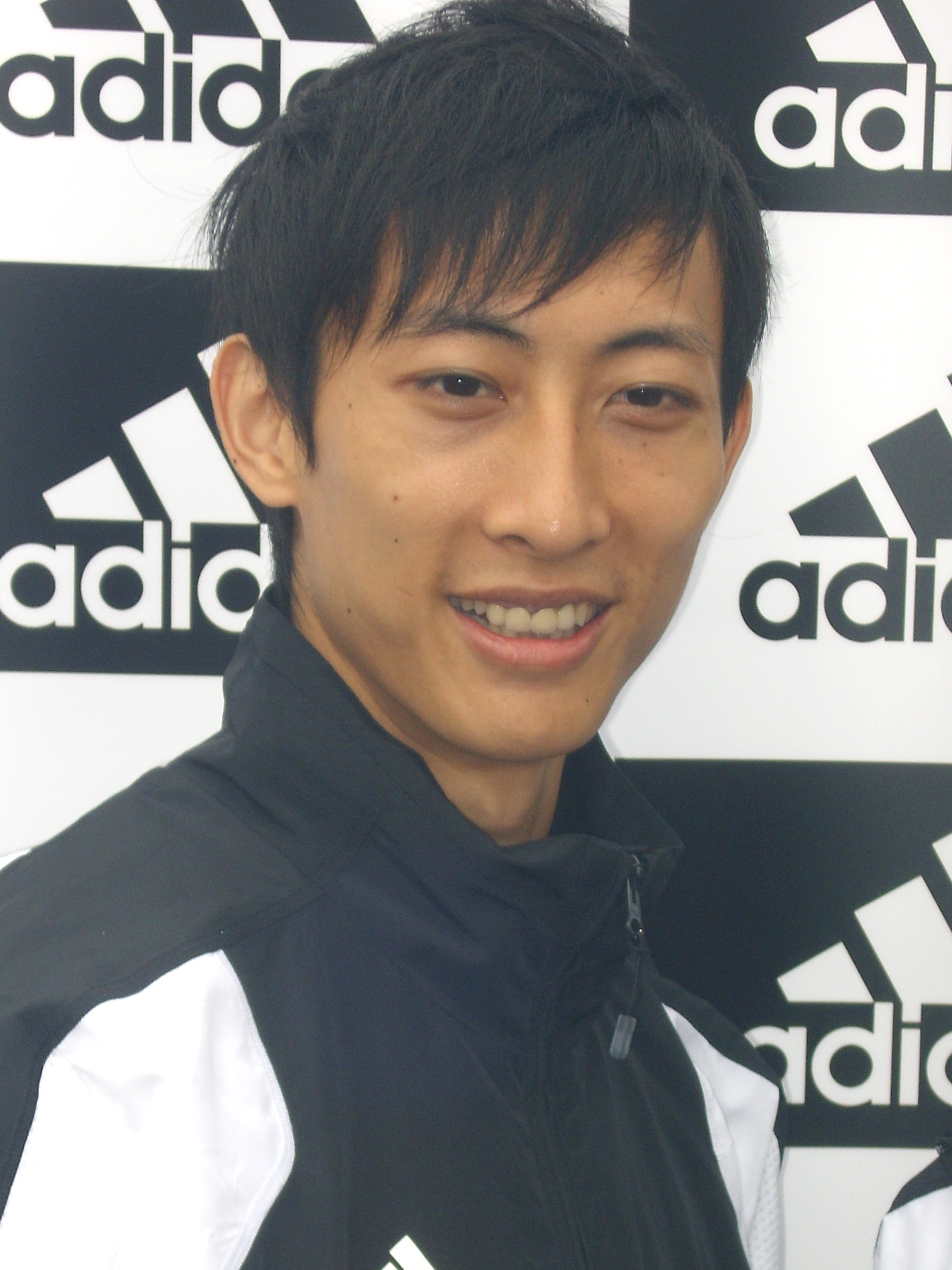
Chu Mu-yen, Olympiasieg 2004, Bronze 2008
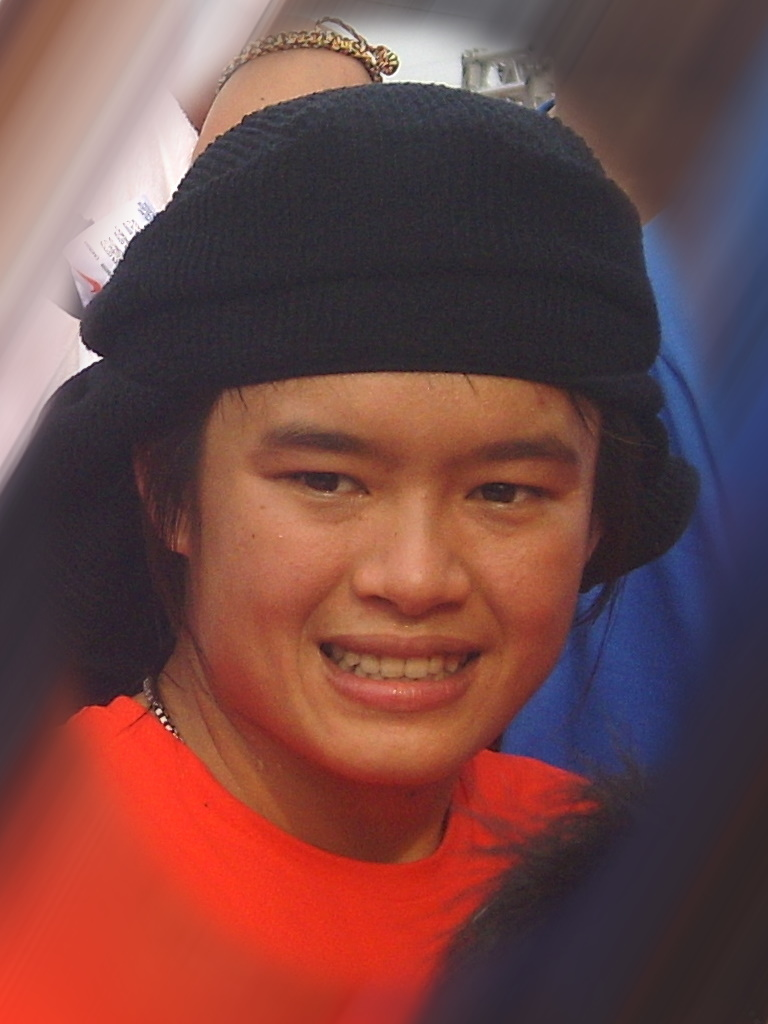
Yuan Shu-chi, Mannschaftsbronze im Bogenschießen 2004
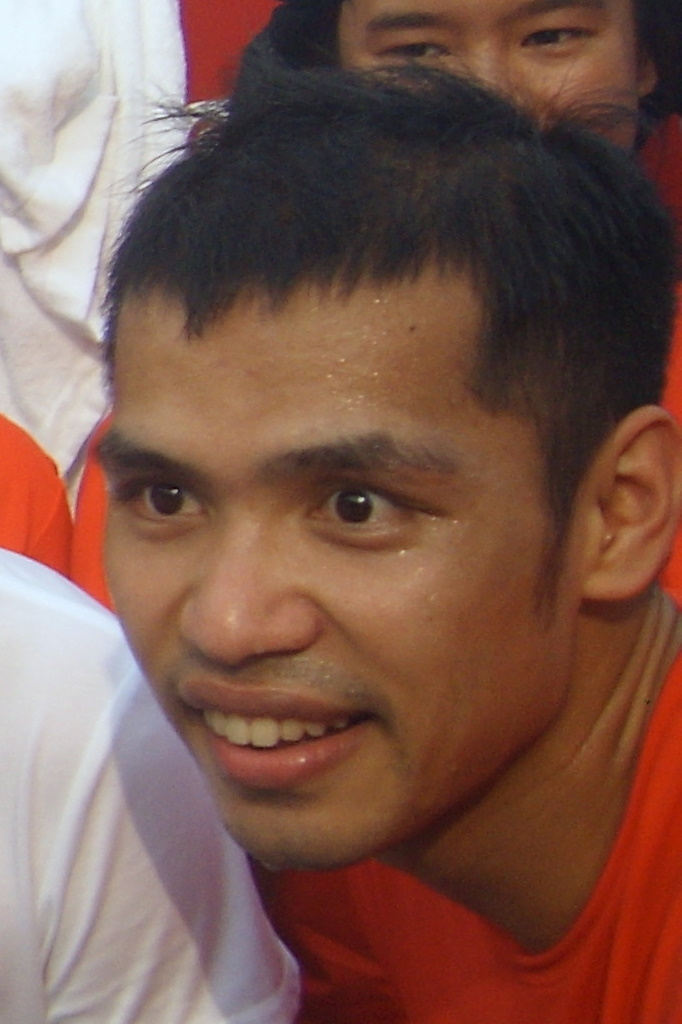
Sung Yu-chi, Bronze 2008
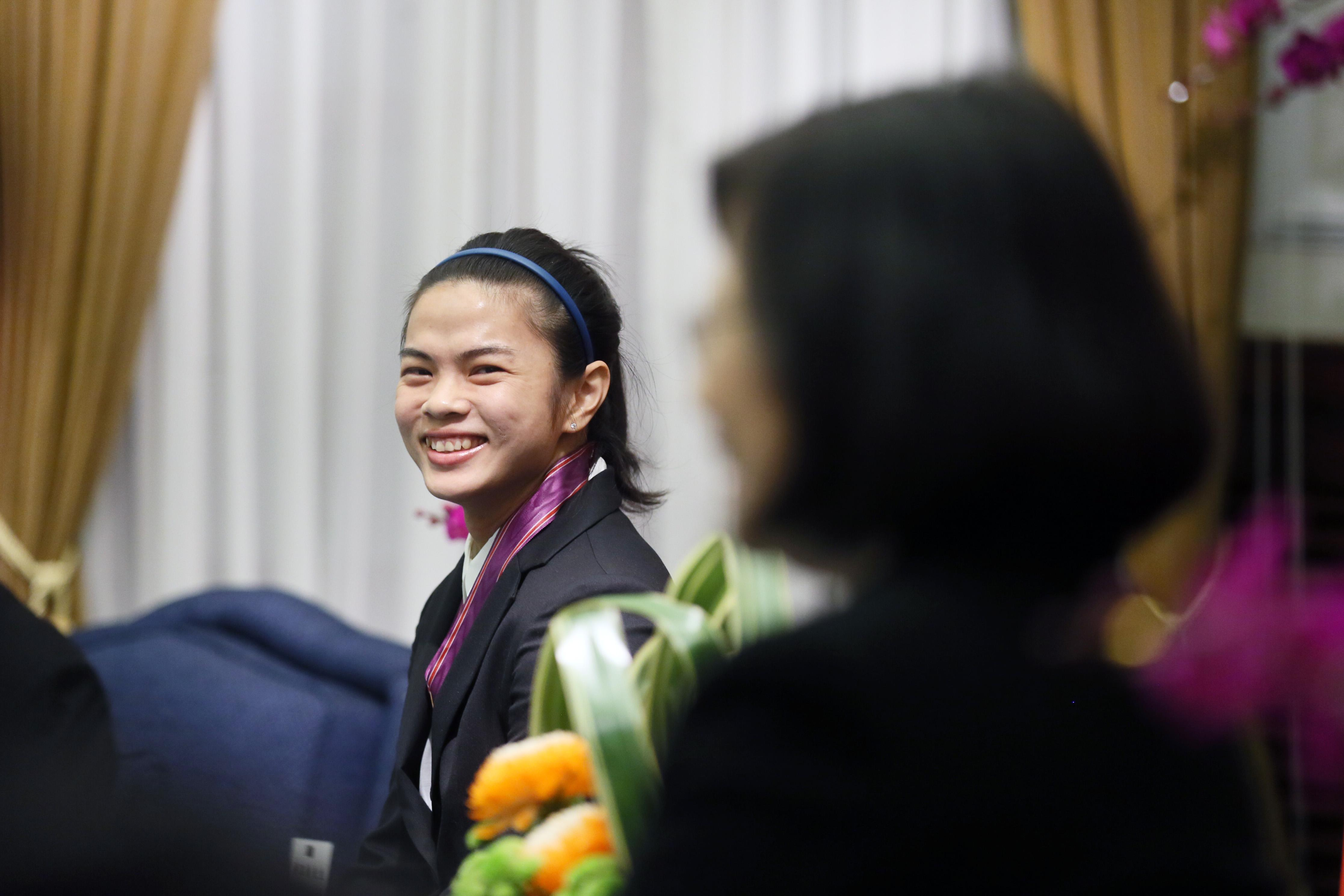
Hsu Shu-ching, Olympiasieg 2012 und 2016
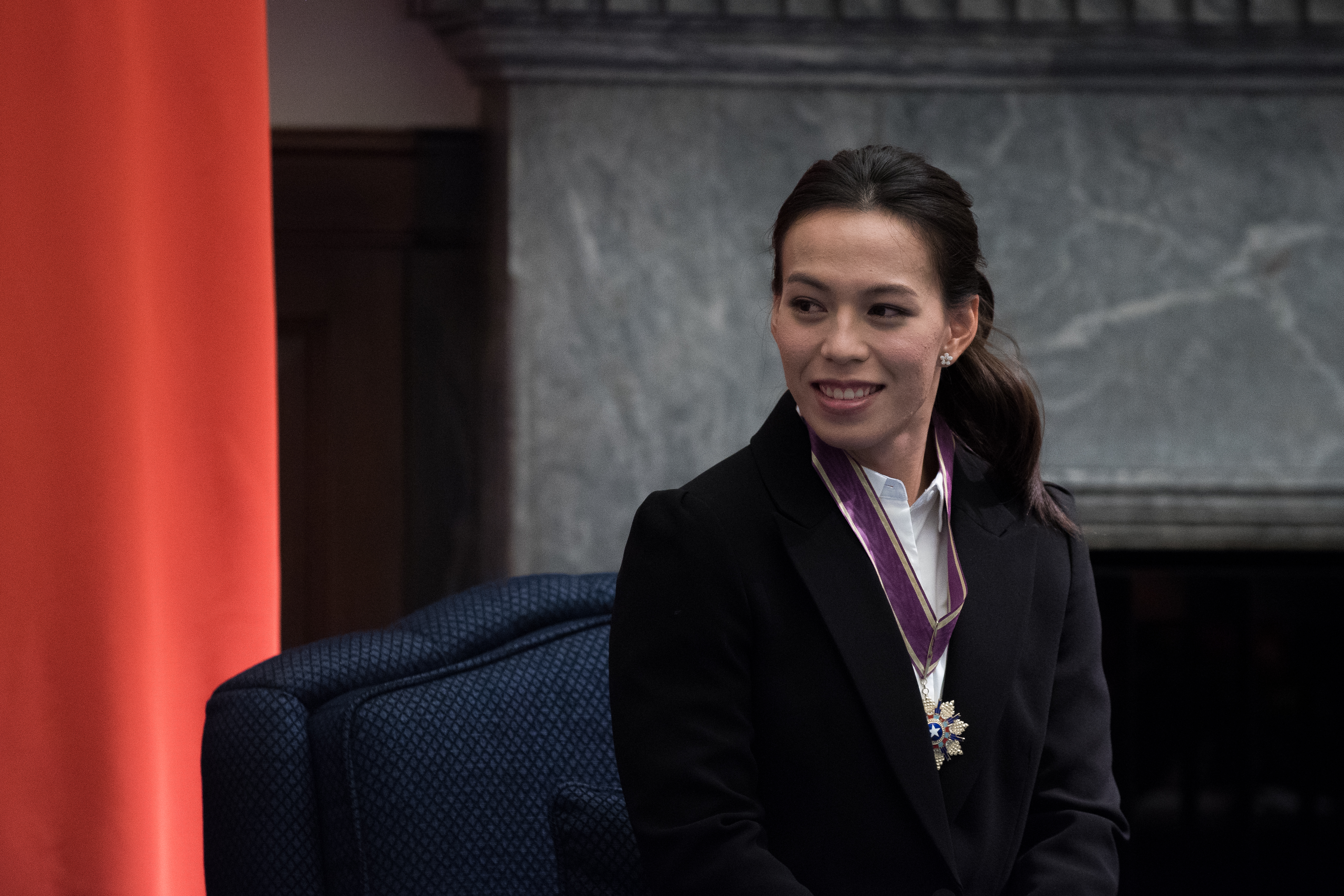
Kuo Hsing-chun, Bronze 2016

### Winterspiele
Die ersten beiden Teilnahmen, 1972 und 1976, fanden unter der alten Bezeichnung Republik China statt. 1972 bestand die Olympiamannschaft aus alpinen Skirennfahrern und einem Skilangläufer. Der Skilangläufer Liang Reng-Guey war am 7. Februar 1972 der erste taiwanesische Winterolympionike. Die ersten Frauen des Landes bei Olympischen Winterspielen waren 1984 die Rodlerinnen Teng Pi-Hui und Chuang Lai-Chun.
Nach Ski Alpin und Skilanglauf 1972 nahmen taiwanesische Athleten bei folgenden Winterspielen in den Sportarten Biathlon und Rodeln (ab 1976), Bobsport (ab 1984), Eiskunstlauf (ab 1988), Eisschnelllauf und Short Track (ab 2014) teil.
Erfolgreichster Teilnehmer war der Eiskunstläufer David Liu, der 1992 im Einzel Platz 17 erreichte.

### Jugendspiele

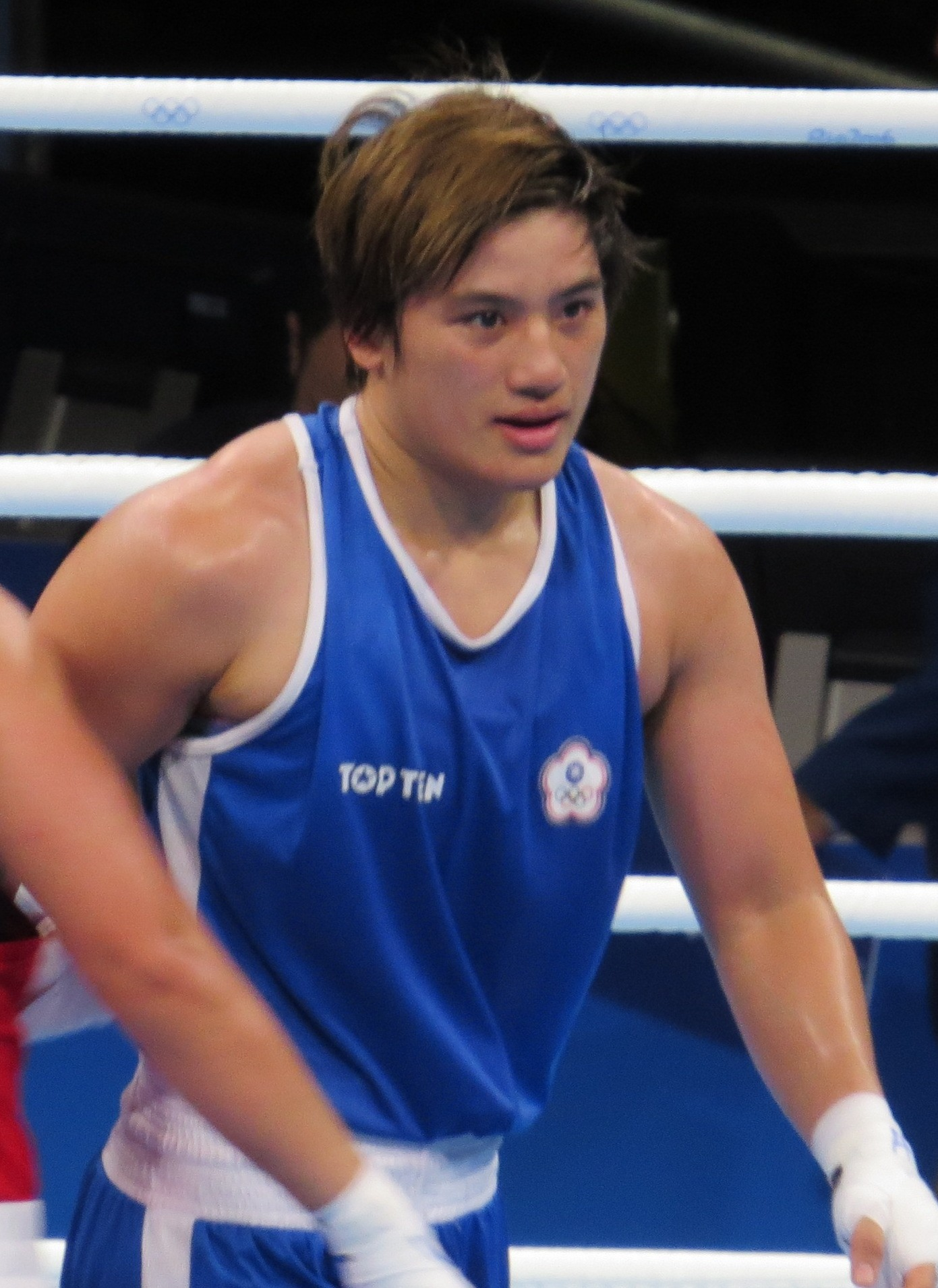
Chen Nien-chin, Silber 2014 im Boxen

24 jugendliche Sportler, elf Jungen und 13 Mädchen, nahmen an den Olympischen Jugend-Sommerspielen 2010 in Singapur teil. Sie traten in der Leichtathletik, im Bogenschießen, Badminton, Judo, Taekwondo, Schießen, Schwimmen, Tischtennis, Tennis und Gewichtheben an. Es wurden drei Silbermedaillen gewonnen durch die Gewichtheberin Kuo Hsing-chun im Federgewicht, die Bogenschützin Tan Ya-Ting im Einzel und dem Tischtennisspieler Hung Tzu-hsiang im Einzel.
47 Jugendliche, 23 Jungen und 24 Mädchen, gingen bei den Jugend-Sommerspiele 2014 in Nanjing an den Start. Sie nahmen in der Leichtathletik, im Bogenschießen, Basketball, Badminton, Beach-Volleyball, Boxen, Golf, Judo, Segeln, Schießen, Schwimmen, Taekwondo, Tischtennis, Triathlon und Gewichtheben teil. Drei Gold-, drei Silber- und zwei Bronzemedaillen gewannen die jungen Athleten. Olympiasieger wurden die Taekwondoin Huang Huai-hsuan im Federgewicht der Mädchen und Huang Yu-jen im Federgewicht der Jungen sowie die Gewichtheberin Chiang Nien-hsin im Mittelgewicht. Silber gewannen die Golferin Cheng Szu-Chia, der Taekwondokämpfer Wang Chen-yu im Fliegengewicht und die Boxerin Chen Nien-chin im Mittelgewicht. Bronze ging an den Leichtathleten Yang Chun-han im 200-Meter-Lauf und der Taekwondoin Chen Zih-ting im Fliegengewicht. Medaillen in gemischten Mannschaften, die nicht in die Medaillenbilanz von Chinese Taipei auftauchen, gewannen die Badmintonspielerin Chia Hsin-lee (Silber im gemischten Doppel), die Judoka Wang Yu-Jyun (Silber mit Team Geesink) und der Schütze Lu Shao-chuan (Bronze im gemischten Luftgewehr-Team).
Bei den Jugend-Winterspielen 2012 in Innsbruck gingen vier Jugendliche, drei Jungen und ein Mädchen, in den Sportarten Ski Alpin, Rodeln und Short Track an den Start. Auch bei den Jugend-Winterspielen 2016 in Lillehammer waren vier Jugendliche, wieder drei Jungen und ein Mädchen, dabei. Sie nahmen in den Sportarten Ski Alpin, Eishockey (Skill-Wettbewerb für einzelne Sportler), Rodeln und Skeleton teil.

## IOC-Mitglieder
Der Ingenieur und Unternehmer Wu Ching-Kuo ist seit 1988 IOC-Mitglied. Der Präsident des Weltverbandes des Olympischen Boxsports AIBA ist Vorsitzender der Kommission für Kultur und Olympisches Erbe.

## Übersicht der Teilnehmer

### Sommerspiele
| Jahr      | Athleten                         | Athleten                         | Athleten                         | Flaggenträger                    | Sportarten                       | Sportarten                       | Sportarten                       | Sportarten                       | Sportarten                       | Sportarten                       | Sportarten                       | Sportarten                       | Sportarten                       | Sportarten                       | Sportarten                       | Sportarten                       | Sportarten                       | Sportarten                       | Sportarten                       | Sportarten                       | Sportarten                       | Sportarten                       | Sportarten                       | Sportarten                       | Sportarten                       | Sportarten                       | Sportarten                       | Sportarten                       | Sportarten                       | Medaillen                        | Medaillen                        | Medaillen                        | Medaillen                        | Rang                             |
| Jahr      | Gesamt                           | Männer                           | Frauen                           | Flaggenträger                    | Leichtathletik                   | Boxen                            | Gewichtheben                     | Schießen                         | Basketball                       | Schwimmen                        | Fußball                          | Judo                             | Radsport                         | Turnen                           | Segeln                           | Ringen                           | Bogenschießen                    | Fechten                          | Moderner Fünfkampf               | Tischtennis                      | Baseball                         | Softball                         | Tennis                           | Badminton                        | Wasserspringen                   | Taekwondo                        | Rudern                           | Reiten                           | Golf                             |                                  |                                  |                                  | Gesamt                           | Rang                             |
| --------- | -------------------------------- | -------------------------------- | -------------------------------- | -------------------------------- | -------------------------------- | -------------------------------- | -------------------------------- | -------------------------------- | -------------------------------- | -------------------------------- | -------------------------------- | -------------------------------- | -------------------------------- | -------------------------------- | -------------------------------- | -------------------------------- | -------------------------------- | -------------------------------- | -------------------------------- | -------------------------------- | -------------------------------- | -------------------------------- | -------------------------------- | -------------------------------- | -------------------------------- | -------------------------------- | -------------------------------- | -------------------------------- | -------------------------------- | -------------------------------- | -------------------------------- | -------------------------------- | -------------------------------- | -------------------------------- |
| 1896–1908 | nicht teilgenommen               | nicht teilgenommen               | nicht teilgenommen               | nicht teilgenommen               | nicht teilgenommen               | nicht teilgenommen               | nicht teilgenommen               | nicht teilgenommen               | nicht teilgenommen               | nicht teilgenommen               | nicht teilgenommen               | nicht teilgenommen               | nicht teilgenommen               | nicht teilgenommen               | nicht teilgenommen               | nicht teilgenommen               | nicht teilgenommen               | nicht teilgenommen               | nicht teilgenommen               | nicht teilgenommen               | nicht teilgenommen               | nicht teilgenommen               | nicht teilgenommen               | nicht teilgenommen               | nicht teilgenommen               | nicht teilgenommen               | nicht teilgenommen               | nicht teilgenommen               | nicht teilgenommen               | nicht teilgenommen               | nicht teilgenommen               | nicht teilgenommen               | nicht teilgenommen               | nicht teilgenommen               |
| 1912–1928 | Teilnahme für Japan              | Teilnahme für Japan              | Teilnahme für Japan              | Teilnahme für Japan              | Teilnahme für Japan              | Teilnahme für Japan              | Teilnahme für Japan              | Teilnahme für Japan              | Teilnahme für Japan              | Teilnahme für Japan              | Teilnahme für Japan              | Teilnahme für Japan              | Teilnahme für Japan              | Teilnahme für Japan              | Teilnahme für Japan              | Teilnahme für Japan              | Teilnahme für Japan              | Teilnahme für Japan              | Teilnahme für Japan              | Teilnahme für Japan              | Teilnahme für Japan              | Teilnahme für Japan              | Teilnahme für Japan              | Teilnahme für Japan              | Teilnahme für Japan              | Teilnahme für Japan              | Teilnahme für Japan              | Teilnahme für Japan              | Teilnahme für Japan              | Teilnahme für Japan              | Teilnahme für Japan              | Teilnahme für Japan              | Teilnahme für Japan              | Teilnahme für Japan              |
| 1932–1948 | Teilnahme für die Republik China | Teilnahme für die Republik China | Teilnahme für die Republik China | Teilnahme für die Republik China | Teilnahme für die Republik China | Teilnahme für die Republik China | Teilnahme für die Republik China | Teilnahme für die Republik China | Teilnahme für die Republik China | Teilnahme für die Republik China | Teilnahme für die Republik China | Teilnahme für die Republik China | Teilnahme für die Republik China | Teilnahme für die Republik China | Teilnahme für die Republik China | Teilnahme für die Republik China | Teilnahme für die Republik China | Teilnahme für die Republik China | Teilnahme für die Republik China | Teilnahme für die Republik China | Teilnahme für die Republik China | Teilnahme für die Republik China | Teilnahme für die Republik China | Teilnahme für die Republik China | Teilnahme für die Republik China | Teilnahme für die Republik China | Teilnahme für die Republik China | Teilnahme für die Republik China | Teilnahme für die Republik China | Teilnahme für die Republik China | Teilnahme für die Republik China | Teilnahme für die Republik China | Teilnahme für die Republik China | Teilnahme für die Republik China |
| 1952      | nicht teilgenommen               | nicht teilgenommen               | nicht teilgenommen               | nicht teilgenommen               | nicht teilgenommen               | nicht teilgenommen               | nicht teilgenommen               | nicht teilgenommen               | nicht teilgenommen               | nicht teilgenommen               | nicht teilgenommen               | nicht teilgenommen               | nicht teilgenommen               | nicht teilgenommen               | nicht teilgenommen               | nicht teilgenommen               | nicht teilgenommen               | nicht teilgenommen               | nicht teilgenommen               | nicht teilgenommen               | nicht teilgenommen               | nicht teilgenommen               | nicht teilgenommen               | nicht teilgenommen               | nicht teilgenommen               | nicht teilgenommen               | nicht teilgenommen               | nicht teilgenommen               | nicht teilgenommen               | nicht teilgenommen               | nicht teilgenommen               | nicht teilgenommen               | nicht teilgenommen               | nicht teilgenommen               |
| 1956      | 20                               | 20                               | 0                                |                                  | 4                                | 1                                | 3                                | 1                                | 11                               |                                  |                                  |                                  |                                  |                                  |                                  |                                  |                                  |                                  |                                  |                                  |                                  |                                  |                                  |                                  |                                  |                                  |                                  |                                  |                                  |                                  |                                  |                                  |                                  |                                  |
| 1960      | 27                               | 24                               | 3                                |                                  | 6                                | 2                                | 2                                | 3                                |                                  | 1                                | 13                               |                                  |                                  |                                  |                                  |                                  |                                  |                                  |                                  |                                  |                                  |                                  |                                  |                                  |                                  |                                  |                                  |                                  |                                  |                                  | 1                                |                                  | 1                                | 32                               |
| 1964      | 40                               | 37                               | 3                                |                                  | 5                                | 7                                | 7                                | 6                                |                                  |                                  |                                  | 4                                | 4                                | 7                                |                                  |                                  |                                  |                                  |                                  |                                  |                                  |                                  |                                  |                                  |                                  |                                  |                                  |                                  |                                  |                                  |                                  |                                  |                                  |                                  |
| 1968      | 43                               | 35                               | 8                                |                                  | 11                               | 3                                | 5                                | 8                                |                                  | 4                                |                                  |                                  | 5                                | 4                                | 3                                |                                  |                                  |                                  |                                  |                                  |                                  |                                  |                                  |                                  |                                  |                                  |                                  |                                  |                                  |                                  |                                  | 1                                | 1                                | 42                               |
| 1972      | 21                               | 15                               | 6                                | Chi Cheng                        | 7                                | 1                                | 1                                | 1                                |                                  | 3                                |                                  | 4                                | 1                                |                                  | 1                                | 1                                | 1                                |                                  |                                  |                                  |                                  |                                  |                                  |                                  |                                  |                                  |                                  |                                  |                                  |                                  |                                  |                                  |                                  |                                  |
| 1976–1980 | nicht teilgenommen               | nicht teilgenommen               | nicht teilgenommen               | nicht teilgenommen               | nicht teilgenommen               | nicht teilgenommen               | nicht teilgenommen               | nicht teilgenommen               | nicht teilgenommen               | nicht teilgenommen               | nicht teilgenommen               | nicht teilgenommen               | nicht teilgenommen               | nicht teilgenommen               | nicht teilgenommen               | nicht teilgenommen               | nicht teilgenommen               | nicht teilgenommen               | nicht teilgenommen               | nicht teilgenommen               | nicht teilgenommen               | nicht teilgenommen               | nicht teilgenommen               | nicht teilgenommen               | nicht teilgenommen               | nicht teilgenommen               | nicht teilgenommen               | nicht teilgenommen               | nicht teilgenommen               | nicht teilgenommen               | nicht teilgenommen               | nicht teilgenommen               | nicht teilgenommen               | nicht teilgenommen               |
| 1984      | 38                               | 31                               | 7                                | Lee Fu-An                        | 10                               | 2                                | 4                                | 3                                |                                  | 5                                |                                  | 4                                | 2                                |                                  | 2                                | 1                                | 2                                | 2                                | 3                                |                                  |                                  |                                  |                                  |                                  |                                  |                                  |                                  |                                  |                                  |                                  |                                  | 1                                | 1                                | 43                               |
| 1988      | 61                               | 43                               | 18                               | Lee Fu-An                        | 12                               | 2                                | 7                                | 3                                |                                  | 8                                |                                  | 5                                | 3                                | 1                                |                                  | 4                                | 6                                | 2                                | 2                                | 6                                |                                  |                                  |                                  |                                  |                                  |                                  |                                  |                                  |                                  |                                  |                                  |                                  |                                  |                                  |
| 1992      | 31                               | 23                               | 8                                | Wang Kuang-shih                  | 2                                |                                  | 1                                |                                  |                                  |                                  |                                  | 2                                | 1                                |                                  |                                  |                                  | 3                                |                                  |                                  |                                  | 20                               |                                  |                                  |                                  |                                  |                                  |                                  |                                  |                                  |                                  | 1                                |                                  | 1                                | 49                               |
| 1996      | 74                               | 32                               | 42                               | Tu Tsai-hsing                    | 7                                | 1                                | 4                                | 2                                |                                  | 8                                |                                  | 10                               | 1                                |                                  | 3                                |                                  | 6                                |                                  |                                  | 6                                |                                  | 15                               | 3                                | 6                                | 2                                |                                  |                                  |                                  |                                  |                                  | 1                                |                                  | 1                                | 61                               |
| 2000      | 55                               | 21                               | 34                               | Chiang Peng-Lung                 | 2                                |                                  | 4                                | 1                                |                                  | 13                               |                                  | 6                                | 1                                | 1                                | 1                                |                                  | 3                                |                                  |                                  | 7                                |                                  |                                  | 2                                | 5                                | 4                                | 4                                |                                  |                                  |                                  |                                  | 1                                | 4                                | 5                                | 58                               |
| 2004      | 88                               | 49                               | 39                               | Chen Chih-Yuan                   | 2                                |                                  | 7                                | 2                                |                                  | 13                               |                                  | 2                                | 1                                |                                  |                                  |                                  | 6                                |                                  |                                  | 4                                | 24                               | 15                               | 1                                | 5                                |                                  | 4                                | 2                                |                                  |                                  | 2                                | 2                                | 1                                | 5                                | 31                               |
| 2008      | 79                               | 43                               | 36                               | Lai Sheng-jung                   | 3                                |                                  | 5                                | 1                                |                                  | 5                                |                                  | 2                                | 1                                |                                  | 1                                |                                  | 6                                |                                  |                                  | 5                                | 23                               | 15                               | 3                                | 4                                |                                  | 4                                | 1                                |                                  |                                  | 1                                | 1                                | 2                                | 4                                | 45                               |
| 2012      | 44                               | 19                               | 25                               | Chen Shih-chieh                  | 6                                |                                  | 4                                | 3                                |                                  | 3                                |                                  | 1                                | 1                                |                                  | 1                                |                                  | 6                                | 1                                |                                  | 3                                |                                  |                                  | 3                                | 8                                |                                  | 3                                | 1                                |                                  |                                  | 1                                |                                  | 1                                | 2                                | 49                               |
| 2016      | 57                               | 26                               | 18                               | Wong I-sheau                     | 6                                | 2                                | 6                                | 4                                |                                  | 2                                |                                  | 2                                | 2                                | 1                                | 1                                | 1                                | 6                                |                                  |                                  | 3                                |                                  |                                  | 3                                | 4                                |                                  | 3                                | 1                                | 1                                | 4                                | 1                                |                                  | 2                                | 3                                | 50                               |
| 2020      | 68                               |                                  |                                  | Lu Yen-hsun Kuo Hsing-chun       |                                  |                                  |                                  |                                  |                                  |                                  |                                  |                                  |                                  |                                  |                                  |                                  |                                  |                                  |                                  |                                  |                                  |                                  |                                  |                                  |                                  |                                  |                                  |                                  |                                  | 2                                | 4                                | 6                                | 12                               | 34                               |
| 2024      | 60                               |                                  |                                  | Tai Tzu-ying Sun Chen            |                                  |                                  |                                  |                                  |                                  |                                  |                                  |                                  |                                  |                                  |                                  |                                  |                                  |                                  |                                  |                                  |                                  |                                  |                                  |                                  |                                  |                                  |                                  |                                  |                                  |                                  |                                  |                                  |                                  |                                  |
| Gesamt    | Gesamt                           | Gesamt                           | Gesamt                           | Gesamt                           | Gesamt                           | Gesamt                           | Gesamt                           | Gesamt                           | Gesamt                           | Gesamt                           | Gesamt                           | Gesamt                           | Gesamt                           | Gesamt                           | Gesamt                           | Gesamt                           | Gesamt                           | Gesamt                           | Gesamt                           | Gesamt                           | Gesamt                           | Gesamt                           | Gesamt                           | Gesamt                           | Gesamt                           | Gesamt                           | Gesamt                           | Gesamt                           | Gesamt                           | 8                                | 11                               | 20                               | 39                               |                                  |

### Winterspiele
| Jahr      | Athleten                         | Athleten                         | Athleten                         | Flaggenträger                    | Sportarten                       | Sportarten                       | Sportarten                       | Sportarten                       | Sportarten                       | Sportarten                       | Sportarten                       | Sportarten                       | Medaillen                        | Medaillen                        | Medaillen                        | Rang                             |
| Jahr      | Gesamt                           | Männer                           | Frauen                           | Flaggenträger                    | Ski Alpin                        | Skilanglauf                      | Biathlon                         | Rodeln                           | Bobsport                         | Eiskunstlauf                     | Eisschnelllauf                   | Short Track                      |                                  |                                  |                                  | Rang                             |
| --------- | -------------------------------- | -------------------------------- | -------------------------------- | -------------------------------- | -------------------------------- | -------------------------------- | -------------------------------- | -------------------------------- | -------------------------------- | -------------------------------- | -------------------------------- | -------------------------------- | -------------------------------- | -------------------------------- | -------------------------------- | -------------------------------- |
| 1924–1928 | Teilnahme für Japan              | Teilnahme für Japan              | Teilnahme für Japan              | Teilnahme für Japan              | Teilnahme für Japan              | Teilnahme für Japan              | Teilnahme für Japan              | Teilnahme für Japan              | Teilnahme für Japan              | Teilnahme für Japan              | Teilnahme für Japan              | Teilnahme für Japan              | Teilnahme für Japan              | Teilnahme für Japan              | Teilnahme für Japan              | Teilnahme für Japan              |
| 1932–1948 | Teilnahme für die Republik China | Teilnahme für die Republik China | Teilnahme für die Republik China | Teilnahme für die Republik China | Teilnahme für die Republik China | Teilnahme für die Republik China | Teilnahme für die Republik China | Teilnahme für die Republik China | Teilnahme für die Republik China | Teilnahme für die Republik China | Teilnahme für die Republik China | Teilnahme für die Republik China | Teilnahme für die Republik China | Teilnahme für die Republik China | Teilnahme für die Republik China | Teilnahme für die Republik China |
| 1952–1968 | nicht teilgenommen               | nicht teilgenommen               | nicht teilgenommen               | nicht teilgenommen               | nicht teilgenommen               | nicht teilgenommen               | nicht teilgenommen               | nicht teilgenommen               | nicht teilgenommen               | nicht teilgenommen               | nicht teilgenommen               | nicht teilgenommen               | nicht teilgenommen               | nicht teilgenommen               | nicht teilgenommen               | nicht teilgenommen               |
| 1972      | 5                                | 5                                | 0                                |                                  | 4                                | 1                                |                                  |                                  |                                  |                                  |                                  |                                  |                                  |                                  |                                  |                                  |
| 1976      | 6                                | 6                                | 0                                |                                  | 1                                | 3                                | 2                                | 2                                |                                  |                                  |                                  |                                  |                                  |                                  |                                  |                                  |
| 1980      | nicht teilgenommen               | nicht teilgenommen               | nicht teilgenommen               | nicht teilgenommen               | nicht teilgenommen               | nicht teilgenommen               | nicht teilgenommen               | nicht teilgenommen               | nicht teilgenommen               | nicht teilgenommen               | nicht teilgenommen               | nicht teilgenommen               | nicht teilgenommen               | nicht teilgenommen               | nicht teilgenommen               | nicht teilgenommen               |
| 1984      | 12                               | 10                               | 2                                |                                  | 2                                | 3                                | 1                                | 3                                | 5                                |                                  |                                  |                                  |                                  |                                  |                                  |                                  |
| 1988      | 13                               | 11                               | 2                                | Chen Chin-san                    | 5                                |                                  |                                  | 2                                | 5                                | 2                                |                                  |                                  |                                  |                                  |                                  |                                  |
| 1992      | 13                               | 11                               | 2                                |                                  | 3                                |                                  |                                  |                                  | 4                                | 1                                |                                  |                                  |                                  |                                  |                                  |                                  |
| 1994      | 2                                | 2                                | 0                                | Sun Kuang-ming                   |                                  |                                  |                                  |                                  | 2                                |                                  |                                  |                                  |                                  |                                  |                                  |                                  |
| 1998      | 7                                | 6                                | 1                                | Sun Kuang-ming                   |                                  |                                  |                                  | 2                                | 4                                | 1                                |                                  |                                  |                                  |                                  |                                  |                                  |
| 2002      | 6                                | 6                                | 0                                | Lin Chui-bin                     |                                  |                                  |                                  | 2                                | 4                                |                                  |                                  |                                  |                                  |                                  |                                  |                                  |
| 2006      | 1                                | 1                                | 0                                | Ma Chih-hung                     |                                  |                                  |                                  | 1                                |                                  |                                  |                                  |                                  |                                  |                                  |                                  |                                  |
| 2010      | 1                                | 1                                | 0                                | Ma Chih-hung                     |                                  |                                  |                                  | 1                                |                                  |                                  |                                  |                                  |                                  |                                  |                                  |                                  |
| 2014      | 3                                | 3                                | 0                                | Sung Ching-yang                  |                                  |                                  |                                  | 1                                |                                  |                                  | 1                                | 1                                |                                  |                                  |                                  |                                  |
| 2018      | 4                                | 3                                | 1                                | Lien Te-an                       |                                  |                                  |                                  | 1                                |                                  |                                  | 3                                |                                  |                                  |                                  |                                  |                                  |
| 2022      | 4                                | 1                                | 3                                | Huang Yu-ting Ho Ping-jui        | 2                                |                                  |                                  | 1                                |                                  |                                  | 1                                |                                  |                                  |                                  |                                  |                                  |
| Gesamt    | Gesamt                           | Gesamt                           | Gesamt                           | Gesamt                           | Gesamt                           | Gesamt                           | Gesamt                           | Gesamt                           | Gesamt                           | Gesamt                           | Gesamt                           | Gesamt                           | 0                                | 0                                | 0                                | –                                |

## Medaillengewinner

### Goldmedaillen
| Name           | Spiele              | Sportart     | Disziplin      |
| -------------- | ------------------- | ------------ | -------------- |
| Chu Mu-yen     | 2004 Athen          | Taekwondo    | Fliegengewicht |
| Chen Shih-hsin | 2004 Athen          | Taekwondo    | Fliegengewicht |
| Chen Wei-Ling  | 2008 Peking         | Gewichtheben | Fliegengewicht |
| Hsu Shu-ching  | 2012 London         | Gewichtheben | Federgewicht   |
| Hsu Shu-ching  | 2016 Rio de Janeiro | Gewichtheben | Federgewicht   |

### Silbermedaillen
| Name                                         | Spiele         | Sportart       | Disziplin        |
| -------------------------------------------- | -------------- | -------------- | ---------------- |
| Yang Chuan-Kwang                             | 1960 Rom       | Leichtathletik | Zehnkampf        |
| Baseball-Nationalmannschaft                  | 1992 Barcelona | Baseball       |                  |
| Chen Jing                                    | 1996 Atlanta   | Tischtennis    | Einzel           |
| Li Feng-ying                                 | 2000 Sydney    | Gewichtheben   | Federgewicht     |
| Huang Chih-hsiung                            | 2004 Athen     | Taekwondo      | Federgewicht     |
| Chen Szu-yuan Liu Ming-huang Wang Cheng-pang | 2004 Athen     | Bogenschießen  | Männermannschaft |
| Lu Ying-Chi                                  | 2008 Peking    | Gewichtheben   | Mittelgewicht    |

### Bronzemedaillen
| Name                                     | Spiele              | Sportart       | Disziplin        |
| ---------------------------------------- | ------------------- | -------------- | ---------------- |
| Chi Cheng                                | 1968 Mexiko-Stadt   | Leichtathletik | 80 Meter Hürden  |
| Tsai Wen-yee                             | 1984 Los Angeles    | Gewichtheben   | Federgewicht     |
| Huang Chih-hsiung                        | 2000 Sydney         | Taekwondo      | Fliegengewicht   |
| Chi Shu-ju                               | 2000 Sydney         | Taekwondo      | Fliegengewicht   |
| Kuo Yi-hang                              | 2000 Sydney         | Gewichtheben   | Schwergewicht    |
| Chen Jing                                | 2000 Sydney         | Tischtennis    | Einzel           |
| Chen Li-ju Wu Hui-ju Yuan Shu-chi        | 2004 Athen          | Bogenschießen  | Frauenmannschaft |
| Chu Mu-yen                               | 2008 Peking         | Taekwondo      | Fliegengewicht   |
| Sung Yu-chi                              | 2008 Peking         | Taekwondo      | Federgewicht     |
| Tseng Li-cheng                           | 2012 London         | Taekwondo      | Federgewicht     |
| Lei Chien-ying Lin Shih-chia Tan Ya-ting | 2016 Rio de Janeiro | Bogenschießen  | Frauenmannschaft |
| Kuo Hsing-chun                           | 2016 Rio de Janeiro | Gewichtheben   | Leichtgewicht    |

## Medaillen nach Sportart
| Sportart       | Gold | Silber | Bronze | Gesamt |
| Gewichtheben   | 3    | 2      | 3      | 8      |
| Taekwondo      | 2    | 1      | 5      | 8      |
| Bogenschießen  | 0    | 1      | 2      | 3      |
| Leichtathletik | 0    | 1      | 1      | 2      |
| Tischtennis    | 0    | 1      | 1      | 2      |
| Baseball       | 0    | 1      | 0      | 1      |
| Gesamt         | 5    | 7      | 12     | 24     |